# Lycée technique Félicien Mamadou Coulibaly
Le lycée technique Félicien Mamadou Coulibaly, encore connu sous l'appellation de lycée technique F.M. Coulibaly ou encore lycée technique Coulibaly, situé à Cotonou au Bénin, est un établissement scolaire public d'enseignement technique et professionnel.

## Création

### Dénominations
À la veille du premier anniversaire de l'indépendance du Dahomey, le 31 juillet 1961, le président de la République Hubert Maga, souhaitant marquer une rupture avec le passé colonial et honorer des figures nationales, renomme certains établissements scolaires. Ainsi le collège technique devient le collège technique Félicien Mamadou Coulibaly. Il a également plus tard comme dénomination lycée et collège d'enseignement technique Félicien Mamadou Coulibaly.

## Formations
Le lycée est sous la juridiction du ministère des Enseignements secondaire, technique et de la Formation professionnelle. Il offre les spécialités et champs de formations suivants :[Lesquels ?]

## Admission
Pour être admis au lycée technique Félicien Mamadou Coulibaly, il faut être titulaire du certificat d'études primaires et avoir atteint au minimum la classe de quatrième. Chaque année, le ministère chargé des enseignements secondaires organise un concours d'entrée aux écoles et lycées techniques et professionnels béninois. Pour la rentrée 2021-2022, ce concours a lieu le lundi 30 août 2021,.

## Administration

### Liste des anciens proviseurs
- André Gonçalves (Septembre 1973-?)[2]

## Infrastructures
Le lycée dispose de plusieurs infrastructures dont une salle des fêtes.

## Galerie de photos

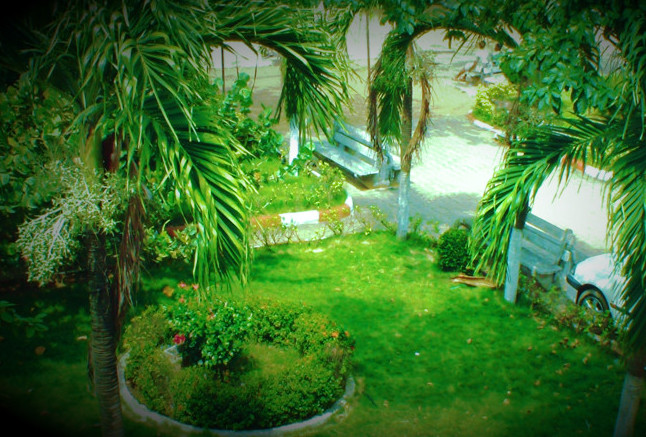
Jardin du lycée